# Талль, Мунтага
Мунтага Талль (фр. Mountaga Tall; род. 10 декабря 1956, Сегу) — малийский политик.

## Биография
Основатель (1990) и глава партии Национальный конгресс демократической инициативы. Депутат парламента Мали в 1992—1997 годах и с 2002 года, в течение первого парламентского срока исполнял обязанности главы парламентской оппозиции, в течение второго (2002—2007) — вице-президент парламента. Баллотировался на президентских выборах в 1992 году (11,41 % голосов, третье место) и 2002 году. Парламентские и президентские выборы 1997 года Талль и его партия бойкотировали. В разное время занимал также ряд общественных должностей — в частности, возглавлял Союз адвокатов Мали.